# Kevin Anderson
Kevin Michael Anderson (Johannesburg, Sud-àfrica, 18 de maig de 1986) és un jugador de tennis sud-africà retirat.
En el seu palmarès consten cinc títols individuals i un més en doble masculins que li van permetre arribar al cinquè lloc del rànquing individual i al 58è de dobles. Malgrat els cinc títols, el més destacat de la seva trajectòria és que ha estat finalista en dos torneigs de Grand Slam (US Open 2017 i Wimbledon 2018) en la modalitat individual.
Va conquerir el seu primer torneig professional en el Future F1 de Botswana el 2004. Es va formar als Estats Units on va competir per a la Universitat d'Illinois i fou campió de la NCAA en dobles. En el 2007 va guanyar el seu primer torneig challenger en Nova Orleans i el 2011 el primer títol del circuit ATP a la seva ciutat natal.

## Torneigs de Grand Slam

### Individual: 2 (0−2)
| Resultat  | Núm. | Any  | Torneig   | Oponent       | Marcador         |
| --------- | ---- | ---- | --------- | ------------- | ---------------- |
| Finalista | 1.   | 2017 | US Open   | Rafael Nadal  | 3−6, 3−6, 4−6    |
| Finalista | 2.   | 2018 | Wimbledon | Novak Đoković | 2−6, 2−6, 6−7(3) |

## Biografia
Van néixer a Johannesburg fill de Michael i Barbara Anderson, té un germà anomenat Greg.
Es va casar amb la seva xicota de la universitat Kelsey O'Neal i es van establir a Delray Beach (Estats Units). El 2019 va néixer la seva filla Keira.
Juntament amb la seva dona i l'exentrandor GD Jones van crear un lloc web sobre formació de tennis el juny de 2016 amb el nom de Realife Tennis. En aquest lloc s'ofereixen cursos i exercici per millorar el nivell de tennis, així com consells sobre l'estil de vida per viatjar arreu del món jugant a tennis.

## Palmarès

### Individual: 20 (7−13)
| Llegenda (pre/post 2009)                                 |
| -------------------------------------------------------- |
| Grand Slams (0−2)                                        |
| Tennis Masters Cup / ATP Finals (0−0)                    |
| ATP Masters Series / ATP World Tour Masters 1000 (0−0)   |
| ATP International Series Gold / ATP World Tour 500 (1−4) |
| ATP International Series / ATP World Tour 250 (6−7)      |

| Títols per superfície |
| --------------------- |
| Dura (6−10)           |
| Gespa (1−2)           |
| Terra batuda (0−1)    |

| Resultat  | Núm. | Data                   | Torneig                     | Superfície   | Oponent               | Marcador               |
| --------- | ---- | ---------------------- | --------------------------- | ------------ | --------------------- | ---------------------- |
| Finalista | 1.   | 9 de març de 2008      | Las Vegas, Estats Units     | Dura         | Sam Querrey           | 6−4, 3−6, 4−6          |
| Guanyador | 1.   | 6 de febrer de 2011    | Johannesburg, Sud-àfrica    | Dura         | Somdev Devvarman      | 4−6, 6−3, 6−2          |
| Guanyador | 2.   | 4 de març de 2012      | Delray Beach, Estats Units  | Dura         | Marinko Matosevic     | 6−4, 7−6(2)            |
| Finalista | 2.   | 12 de gener de 2013    | Sydney, Austràlia           | Dura         | Bernard Tomic         | 3−6, 7−6(2), 3−6       |
| Finalista | 3.   | 14 d'abril de 2013     | Casablanca, Marroc          | Terra batuda | Tommy Robredo         | 6−7(6), 6−4, 3−6       |
| Finalista | 4.   | 28 de juliol de 2013   | Atlanta, Estats Units       | Dura         | John Isner            | 7−6(3), 6−7(2), 6−7(2) |
| Finalista | 5.   | 23 de febrer de 2014   | Delray Beach                | Dura         | Marin Čilić           | 6−7(6), 7−6(7), 4−6    |
| Finalista | 6.   | 1 de març de 2014      | Acapulco, Mèxic             | Dura         | Grigor Dimitrov       | 6−7(1), 6−3, 6−7(5)    |
| Finalista | 7.   | 15 de febrer de 2015   | Memphis, Estats Units       | Dura (i)     | Kei Nishikori         | 4−6, 4−6               |
| Finalista | 8.   | 21 de juny de 2015     | Londres, Regne Unit         | Gespa        | Andy Murray           | 3−6, 4−6               |
| Guanyador | 3.   | 29 d'agost de 2015     | Winston-Salem, Estats Units | Dura         | Pierre-Hugues Herbert | 6−4, 7−5               |
| Finalista | 9.   | 6 d'agost de 2017      | Washington DC, Estats Units | Dura         | Alexander Zverev      | 4−6, 4−6               |
| Finalista | 10.  | 10 de setembre de 2017 | US Open, Estats Units       | Dura         | Rafael Nadal          | 3−6, 3−6, 4−6          |
| Finalista | 11.  | 6 de gener de 2018     | Poona, Índia                | Dura         | Gilles Simon          | 6−7(4), 2−6            |
| Guanyador | 4.   | 18 de febrer de 2018   | Nova York, Estats Units     | Dura (i)     | Sam Querrey           | 4−6, 6−3, 7−6(1)       |
| Finalista | 12.  | 3 de març de 2018      | Acapulco (2)                | Dura         | Juan Martín del Potro | 4−6, 4−6               |
| Finalista | 13.  | 15 de juliol de 2018   | Wimbledon, Regne Unit       | Gespa        | Novak Đoković         | 2−6, 2−6, 6−7(3)       |
| Guanyador | 5.   | 28 d'octubre de 2018   | Viena, Àustria              | Dura (i)     | Kei Nishikori         | 6−3, 7−6(3)            |
| Guanyador | 6.   | 5 de gener de 2019     | Poona                       | Dura         | Ivo Karlović          | 7−6(4), 6−7(2), 7−6(5) |
| Guanyador | 7.   | 18 de juliol de 2021   | Newport, Estats Units       | Gespa        | Jenson Brooksby       | 7−6(8), 6−4            |

### Dobles masculins: 4 (1−3)
| Llegenda                          |
| --------------------------------- |
| Grand Slams (0−0)                 |
| ATP Finals (0−0)                  |
| ATP World Tour Masters 1000 (0−0) |
| ATP World Tour 500 (1−2)          |
| ATP World Tour 250 (0−1)          |

| Títols per superfície |
| --------------------- |
| Dura (1−3)            |
| Gespa (0−0)           |
| Terra batuda (0−0)    |

| Resultat  | Núm. | Data                 | Torneig                     | Superfície | Parella       | Oponents                      | Marcador               |
| --------- | ---- | -------------------- | --------------------------- | ---------- | ------------- | ----------------------------- | ---------------------- |
| Finalista | 1.   | 19 de febrer de 2012 | San Jose, Estats Units      | Dura (i)   | Frank Moser   | Mark Knowles Xavier Malisse   | 4−6, 6−1, [5−10]       |
| Finalista | 2.   | 5 d'agost de 2012    | Washington DC, Estats Units | Dura       | Sam Querrey   | Treat Huey Dominic Inglot     | 6−7(7), 7−6(9), [5−10] |
| Guanyador | 1.   | 1 de març de 2014    | Acapulco, Mèxic             | Dura       | Matthew Ebden | Feliciano López Max Mirnyi    | 6−3, 6−3               |
| Finalista | 3.   | 26 d'octubre de 2014 | València, Espanya           | Dura (i)   | Jérémy Chardy | Jean-Julien Rojer Horia Tecău | 4−6, 2−6               |

## Trajectòria

### Individual
| Open d'Austràlia | A   | 1R    | 1R          | 1R          | 1R          | 3R    | 4R          | 4R          | 4R          | 1R    | A           | 1R          | 2R          | 2R          | 1R    | 1R  | A   | 0 / 14    | 13 – 14   |
| Roland Garros | A   | A     | Q3          | 1R          | 2R          | 3R    | 4R          | 4R          | 3R          | 1R    | 4R          | 4R          | A           | 3R          | 1R    | A   | A   | 0 / 11    | 19 – 11   |
| Wimbledon | A   | 1R    | Q1          | 1R          | 2R          | 1R    | 3R          | 4R          | 4R          | 1R    | 4R          | F           | 3R          | NC          | 2R    | A   | A   | 0 / 12    | 21 – 12   |
| US Open | A   | A     | Q1          | 3R          | 3R          | 1R    | 2R          | 3R          | QF          | 3R    | F           | 4R          | A           | 1R          | 2R    | A   | Q2  | 0 / 11    | 23 – 11   |
| Jocs Olímpics | NC  | 2R    | No celebrat | No celebrat | No celebrat | A     | No celebrat | No celebrat | No celebrat | A     | No celebrat | No celebrat | No celebrat | No celebrat | A     | NC  | NC  | 0 / 1     | 1 – 1     |
| ATP World Tour Finals | A   | A     | A           | A           | A           | A     | A           | A           | A           | A     | A           | SF          | A           | A           | A     | A   | A   | 0 / 1     | 2 – 2     |
| Total Victòries−Derrotes                                                                                                   | 0−1 | 13−10 | 2−6         | 14−18       | 42−27       | 30−26 | 37−23       | 38−24       | 46−24       | 17−21 | 32−21       | 48−20       | 11−4        | 10−10       | 13−13 | 1−5 | 2−2 | 356 – 255 | 356 – 255 |
| Rànquing a final d'any | 221 | 104   | 161         | 61          | 32          | 37    | 20          | 16          | 12          | 67    | 14          | 6           | 91          | 81          | 79    | –   | 627 |           |           |
| Llegenda: G: Guanyador; F: Finalista; SF: Semifinalista; QF: Quarts de final; Q: Qualificació; A: Absent; RR: Round Robin; |     |       |             |             |             |       |             |             |             |       |             |             |             |             |       |     |     |           |           |

### Dobles masculins
| Open d'Austràlia | A   | A   | A   | 1R    | A     | 3R  | 0 / 2   | 2 – 2   |
| Roland Garros | A   | A   | A   | A     | A     | A   | 0 / 0   | 0 – 0   |
| Wimbledon | QF  | 1R  | A   | 3R    | A     | A   | 0 / 3   | 4 – 3   |
| US Open | A   | A   | 2R  | A     | A     | A   | 0 / 1   | 1 – 1   |
| Total Victòries−Derrotes                                                                                                   | 3−3 | 0−2 | 2−2 | 11−14 | 13−16 | 2−4 | 59 – 72 | 59 – 72 |
| Rànquing a final d'any | 156 | 171 | 260 | 110   | 91    | 343 |         |         |
| Llegenda: G: Guanyador; F: Finalista; SF: Semifinalista; QF: Quarts de final; Q: Qualificació; A: Absent; RR: Round Robin; |     |     |     |       |       |     |         |         |